# Kinderägg

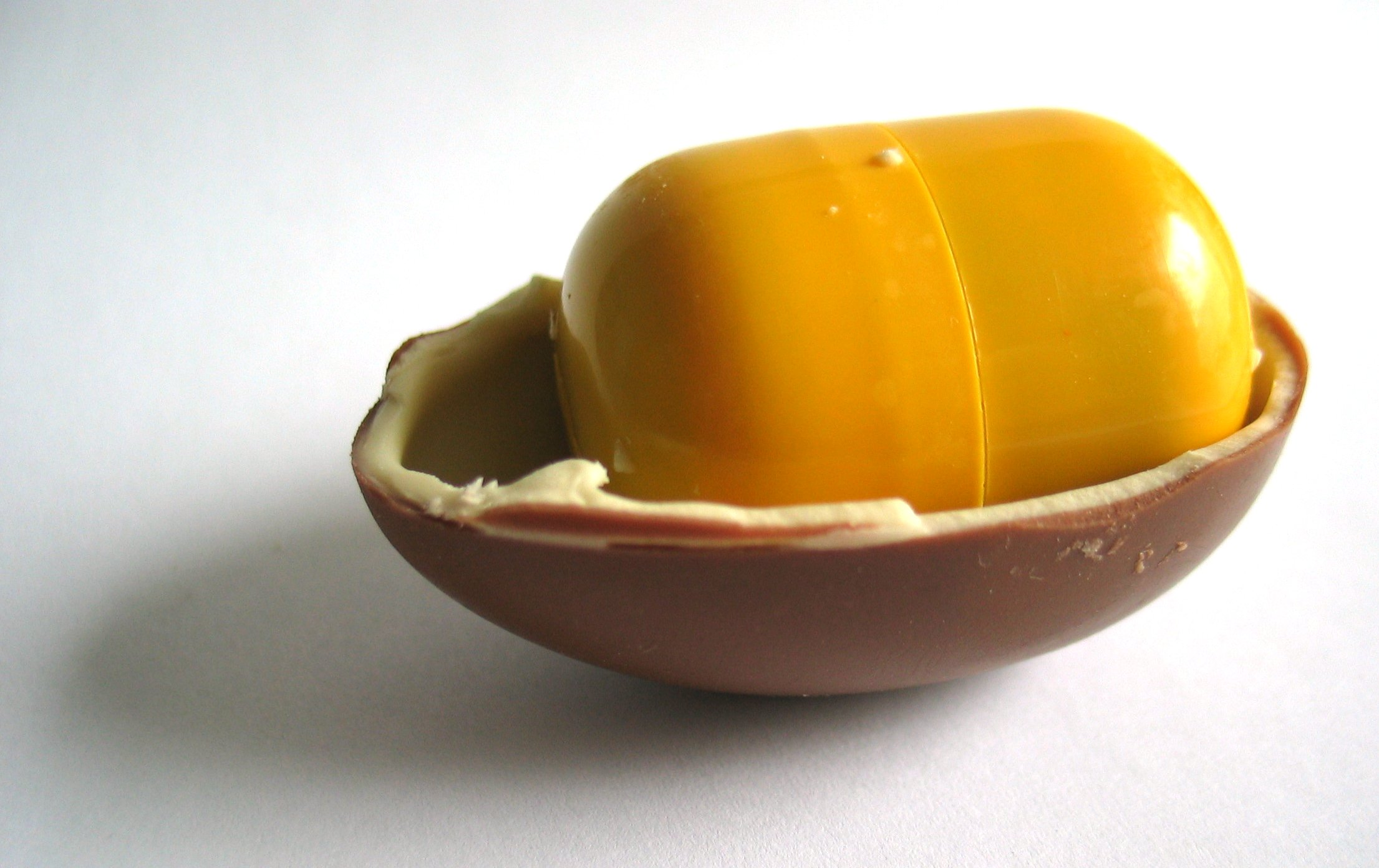
Ett delat Kinderägg. Den gula plastkapseln innehåller en leksak.

Kinderägg, egentligen Kinder Surprise, är ett varumärke för ett chokladägg som består av mjölkchoklad och vit choklad, och innehåller en liten inkapslad leksak. Det ingår i varumärket Kinder som ägs av den italienska konfektyrtillverkaren Ferrero.

## Leksaken
Leksaken ligger gömd i en plastkapsel, som symboliserar äggulan. Ibland är leksaken förmonterad och klar att leka med, och ibland består den av en enkel byggsats i några delar. Tillhörande monteringsanvisning och eventuella klisterdekaler medföljer. Förutom leksaken innehåller kapseln numera en papperslapp med ett lösenord som ger möjlighet att logga in på Ferreros webbplats, där kan man bland annat kan spela spel.

## Historia
Kinderägg har sitt ursprung i Italien där man av tradition ger ett chokladägg fyllt med hemlig leksak till barnen inför påsken.
Den italienska industrimannen Pietro Ferrero grundade 1946 Ferrero, som idag är fjärde största godis- och sötsaksindustri i världen. Företaget togs så småningom över av sonen Michele Ferrero. 1974 kom Michele Ferrero på idén att man skulle tillverka sådana här ägg inte bara som påskgodis utan även som vardagsgodis, Kinder sorpresa. Det blev en global succé.
Även flera andra chokladprodukter går under varumärket Kinder.

## Internationellt och debatt
I vissa länder finns det Kinderägg med chokladkräm istället för ett chokladskal.
Produkten är förbjuden i vissa delar av världen, bland annat USA, eftersom barn kan sätta leksaken i halsen då de äter chokladägget, vilket gör att produkten betraktas som en leksak som är olämplig för målgruppen.
I andra länder, däribland Sverige, finns en varning på förpackningen där det framgår att den inte är lämplig för barn under tre år. Det finns dock uppgifter om att även äldre barn än så har satt leksaken i halsen. År 1998 fanns tre kända dödsfall i Storbritannien kopplade till att barn försökt svälja leksaken. I Sverige fanns två liknande fall rapporterade, bland annat ett i slutet av 1990-talet där ett sjuårigt barn satte leksaken i halsen, men överlevde efter att ha uppsökt sjukhus. I länder som Storbritannien och Sverige har det funnits åsikter om att förbjuda produkten. Överläkare Hans Gustafsson vid öron-näsa-hals-kliniken vid Umeå universitetssjukhus 1998 ansåg att godis och leksaker var en olämplig kombination. Konsumentombudsmannen i Sverige har försökt att stoppa produkten via en anmälan till Marknadsdomstolen i maj 1993, men fick avslag med motiveringen att mycket ätbart och icke ätbart skulle kunna fastna i halsen och att leksaken i Kinderägg inte var utformad för små barn. Paul Hörlin, som var vd för Ferrero Scandinavia, påpekade att leksakerna var testade av Statens provningsanstalt och ansåg att dessa var ofarliga.